# 秋田県立由利工業高等学校
秋田県立由利工業高等学校（あきたけんりつ ゆりこうぎょうこうとうがっこう）は、秋田県由利本荘市に所在する公立の工業高等学校。

## 沿革
- 1962年（昭和37年）4月1日 - 開校
- 2018年（平成30年）1月26日 - 第90回記念選抜高等学校野球大会に「21世紀枠」として、甲子園初出場が決まる。

## 主な出身者
- 飯田綾 - ボート選手
- 加藤善博- 俳優
- バリトン伊藤 - 秋田県のローカルタレント
- 藤島信雄 - サッカー元日本代表
- 渡部秀 - 俳優

## アクセス
- JR東日本 羽越本線 羽後本荘駅より羽後交通 本荘市内線で、｢由利工業高校前｣下車[1]。